# Lista membrilor Academiei Franceze
Aceasta este o listă a membrilor Academiei Franceze, categorisiți după fotoliile ocupate. Sunt indicate profesiile principale ale academicienilor. Datele marchează intervalul exercitării mandatului, care este acordat de regulă pe viață. Excepție fac academicienii excluși ca urmare a reorganizărilor din 1803 și 1816 și din alte cauze, precum furt sau alte fapte penale. Fotoliile colaboraționiștilor Regimului de la Vichy au fost de asemenea declarate vacante.

## Fotoliul 1
1. Pierre Séguier, 1635–1643, politician și magistrat
2. Claude Bazin de Bezons, 1643–1684, avocat
3. Nicolas Boileau-Despréaux, 1684–1711, poet
4. Jean d'Estrées, 1711–1718, cleric și politician
5. Marc-René d'Argenson, 1718–1721, politician
6. Jean-Joseph Languet de Gergy, 1721–1753, cleric
7. George-Louis Leclerc, comte de Buffon, 1753–1788, eseist
8. Félix Vicq-d'Azyr, 1788–1794, medic
9. François-Urbain Domergue, 1803–1810, gramatician
10. Ange-François Fariau, 1810, poet și traducător
11. François-Auguste Parseval-Grandmaison, 1811–1834, poet
12. Narcisse-Achille de Salvandy, 1835–1856, politician și istoric
13. Émile Augier, 1857–1889, poet și dramaturg
14. Charles de Freycinet, 1890–1923, politician și fizician
15. Émile Picard, 1924–1941, matematician
16. Louis de Broglie, 1944–1987, fizician și matematician
17. Michel Debré, 1988–1996, politician
18. François Furet, 1997, istoric
19. René Rémond, 1998–2007, istoric
20. Claude Dagens, alegere în 2008, episcop

## Fotoliul 2
1. Valentin Conrart, 1634–1675, poet și gramatician
2. Toussaint Rose, 1675–1701, orator
3. Louis de Sacy, 1701–1727, avocat
4. Charles de Secondat, baron de Montesquieu, 1728–1755, magistrat și filozof
5. Jean-Baptiste Vivien de Châteaubrun, 1755–1775, poet și dramaturg
6. François-Jean de Chastellux, 1775–1788, muzician
7. Aimar-Charles-Marie de Nicolaï, 1788–1794, magistrat
8. François de Neufchâteau, 1803–1828, politician și filolog
9. Pierre-Antoine Lebrun, 1828–1873, politician și poet
10. Alexandre Dumas fiul, 1874–1895, dramaturg și romancier
11. André Theuriet, 1896–1907, romancier și poet
12. Jean Richepin, 1908–1926, poet și romancier
13. Émile Mâle, 1927–1954, istoric de artă
14. François Albert-Buisson, 1955–1961, magistrat și politician
15. Marc Boegner, 1962–1970, cleric și teolog
16. René de Castries, 1972–1986, istoric
17. André Frossard, 1987–1995, eseist și jurnalist
18. Hector Bianciotti, 1996–2012, romancier
19. Dany Laferrière, alegere în 2013, scriitor

## Fotoliul 3
1. Jacques de Serisay, 1634–1653, poet
2. Paul-Philippe de Chaumont, 1654–1697, cleric
3. Louis Cousin, 1697–1707, istoric și jurnalist
4. Jacques-Louis de Valon, marquis de Mimeure, 1707–1719, poet și traducător
5. Nicolas Gédoyn, 1719–1744, cleric
6. François-Joachim de Pierre de Bernis, 1744–1794, cleric
7. Roch-Ambroise Cucurron Sicard, 1803–1822, cleric și gramatician
8. Denis-Luc Frayssinous, 1822–1841, cleric
9. Étienne-Denis Pasquier, 1842–1862, politician
10. Jules Armand Dufaure, 1863–1881, politician și avocat
11. Victor Cherbuliez, 1881–1899, romancier și dramaturg
12. Émile Faguet, 1900–1916, critic și istoric literar
13. Georges Clemenceau, 1918–1929, politician și doctor
14. André Chaumeix, 1930–1955, jurnalist și critic
15. Jérôme Carcopino, 1955–1970, istoric și arheolog
16. Roger Caillois, 1971–1978, eseist și sociolog
17. Marguerite Yourcenar, 1980–1987, romancier și eseist
18. Jean-Denis Bredin, alegere în 1989, magistrat și eseist

## Fotoliul 4
1. Jean Desmarets, 1634–1676, poet și romancier
2. Jean-Jacques de Mesmes, 1676–1688, magistrat
3. Jean Testu de Mauroy, 1688–1706, cleric
4. Camille le Tellier de Louvois, 1706–1718, cleric
5. Jean Baptiste Massillon, 1718–1742, cleric
6. Louis Jules Mancini Mazarini, Duc de Nivernais, 1742–1798, politician și poet
7. Gabriel-Marie Legouvé, 1803–1812, poet
8. Alexandre-Vincent Pineux Duval, 1812–1842, poet și dramaturg
9. Pierre-Simon Ballanche, 1842–1847, filozof
10. Jean Vatout, 1848, poet
11. Alexis Guignard, comte de Saint-Priest, 1849–1851, politician și istoric
12. Antoine Pierre Berryer, 1852–1868, avocat
13. François-Joseph de Champagny, 1869–1882, istoric
14. Charles de Mazade, 1882–1893, poet și critic
15. José María de Heredia, 1894–1905, poet
16. Maurice Barrès, 1906–1923, romancier și politician
17. Louis Bertrand, 1925–1941, romancier și istoric
18. Jean Tharaud, 1946–1952, romancier
19. Alphonse Juin, 1952–1967, militar
20. Pierre Emmanuel, 1968–1984, poet
21. Jean Hamburger, 1985–1992, doctor și eseist
22. Albert Decourtray, 1993–1994, cleric
23. Jean-Marie Lustiger, 1995–2007, cleric
24. Jean-Luc Marion, alegere în 2008, filozof și universitar

## Fotoliul 5
1. Jean Ogier de Gombauld, 1634–1666, poet și dramaturg
2. Paul Tallement le Jeune, 1666–1712, cleric
3. Antoine Danchet, 1712–1748, dramaturg și poet
4. Jean-Baptiste-Louis Gresset, 1748–1777, dramaturg
5. Claude-François-Xavier Millot, 1777–1785, cleric
6. André Morellet, 1785–1819, cleric
7. Pierre-Édouard Lémontey, 1819–1826, politician și avocat
8. Joseph Fourier, 1826–1830, matematician și fizician
9. Victor Cousin, 1830–1867, politician și filozof
10. Jules Favre, 1867–1880, politician și avocat
11. Edmond Rousse, 1880–1906, avocat
12. Pierre de Ségur, 1907–1916, istoric
13. Robert de Flers, 1920–1927, dramaturg și jurnalist
14. Louis Madelin, 1927–1956, istoric
15. Robert Kemp, 1956–1959, critic literar și dramatic
16. René Huyghe, 1960–1997, istoric de artă și eseist
17. Georges Vedel, 1998–2002, magistrat
18. Assia Djebar, 2005–2015, scriitoare
19. Andreï Makine, alegere în 2016, scriitor

## Fotoliul 6
1. François le Métel de Boisrobert, 1634–1662, cleric și poet
2. Jean Regnault de Segrais, 1662–1701, poet și romancier
3. Jean Galbert de Campistron, 1701–1723, dramaturg
4. Philippe Néricault Destouches, 1723–1754, dramaturg și diplomat
5. Louis de Boissy, 1754–1758, poet
6. Jean-Baptiste de La Curne de Sainte-Palaye, 1758–1781, arheolog
7. Sébastien-Roch-Nicolas (Chamfort), 1781–1794, dramaturg și editor
8. Pierre Louis Roederer, 1803–1815,[1] politician și avocat
9. Pierre-Marc-Gaston de Lévis, 1816–1830, politician
10. Philippe Paul, comte de Ségur, 1830–1873, diplomat și istoric
11. Charles de Viel-Castel, 1873–1887, diplomat
12. Edmond Jurien de La Gravière, 1888–1892, amiral
13. Ernest Lavisse, 1892–1922, istoric
14. Georges de Porto-Riche, 1923–1930, dramaturg și poet
15. Pierre Benoit, 1931–1962, romancier
16. Jean Paulhan, 1963–1968, critic literar și de artă
17. Eugène Ionesco, 1970–1994, dramaturg
18. Marc Fumaroli,  1995–2020, istoric și eseist

## Fotoliul 7
1. Jean Chapelain, 1634–1674, consilier regal
2. Isaac de Benserade, 1674–1691, poet și dramaturg
3. Étienne Pavillon, 1691–1705, avocat și poet
4. Fabio Brulart de Sillery, 1705–1714, cleric și poet
5. Henri-Jacques de Caumont, duc de La Force, 1715–1726, economist
6. Jean-Baptiste de Mirabaud, 1726–1760, traducător
7. Claude-Henri Watelet, 1760–1786, pictor
8. Michel-Jean Sedaine, 1786–1793, poet și dramaturg
9. Jean-François Collin d'Harleville, 1803–1806, dramaturg și poet
10. Pierre Daru, 1806–1829, politician și istoric
11. Alphonse de Lamartine, 1829–1869, politician și poet
12. Émile Ollivier, 1870–1913, politician și avocat
13. Henri Bergson, 1914–1941, filozof
14. Édouard Le Roy, 1945–1954, filozof și matematician
15. Henri Petiot (Daniel-Rops), 1955–1965, poet și romancier
16. Pierre-Henri Simon, 1966–1972, istoric literar și romancier
17. André Roussin, 1973–1987, dramaturg
18. Jacqueline de Romilly, 1988–2010, filolog și eseist
19. Jules Hoffmann, alegere în 2012, biolog

## Fotoliul 8
1. Claude de Malleville, 1634–1647, poet
2. Jean Ballesdens, 1648–1675, avocat
3. Géraud de Cordemoy, 1675–1684, filozof și istoric
4. Jean-Louis Bergeret, 1684–1694, avocat
5. Charles-Irénée Castel de Saint-Pierre, 1694–1743, cleric
6. Pierre Louis Maupertuis, 1743–1759, astronom
7. Jean-Jacques Lefranc, Marquis de Pompignan, 1759–1784, magistrat și economist
8. Jean-Sifrein Maury, 1784–1793, vezi și Fotoliul 15, cleric și politician
9. Michel-Louis-Étienne Regnaud de Saint-Jean d'Angély, 1803–1814, politician și avocat
10. Pierre-Simon de Laplace, 1816–1827, politician și matematician
11. Pierre Paul Royer-Collard, 1827–1845, politician
12. Charles de Rémusat, 1846–1875, politician și filozof
13. Jules Simon, 1875–1896, politician și filozof
14. Adrien Albert Marie de Mun, 1897–1914, politician și militar
15. Alfred-Henri-Marie Baudrillart, 1918–1942, cleric și istoric
16. Octave Aubry, 1946–1946, istoric și birocrat
17. Édouard Herriot, 1946–1957, politician și istoric literar
18. Jean Rostand, 1959–1977, biolog și filozof
19. Michel Déon, 1978–2016, romancier
20. Daniel Rondeau, alegere în 2019, scriitor și diplomat

## Fotoliul 9
1. Nicolas Faret, 1634–1646, poet
2. Pierre du Ryer, 1646–1658, dramaturg
3. César d'Estrées, 1658–1714, cleric și politician
4. Victor-Marie d'Estrées, 1715–1737, politician și militar
5. Charles Armand René de La Trémoille, 1738–1741, aristocrat
6. Armand de Rohan-Soubise, 1741–1756, cleric
7. Antoine de Montazet, 1756–1788, cleric
8. Stanislas de Boufflers, 1788–1815, poet
9. Pierre-Marie-François Baour-Lormian, 1815–1854, poet și dramaturg
10. François Ponsard, 1855–1867, dramaturg
11. Joseph Autran, 1868–1877, poet
12. Victorien Sardou, 1877–1908, dramaturg
13. Marcel Prévost, 1909–1941, romancier
14. Émile Henriot, 1945–1961, romancier și critic literar
15. Jean Guéhenno, 1962–1978, eseist
16. Alain Decaux, 1979–2016, istoric
17. Patrick Grainville, alegere în 2018, romancier

## Fotoliul 10
1. Antoine Godeau, 1634–1672, cleric și poet
2. Esprit Fléchier, 1672–1710, cleric
3. Henri de Nesmond, 1710–1727, cleric
4. Jean-Jacques Amelot de Chaillou, 1727–1749, politician
5. Charles Louis Auguste Fouquet, duc de Belle-Isle, 1749–1761, politician și militar
6. Nicolas-Charles-Joseph Trublet, 1761–1770, cleric
7. Jean François de Saint-Lambert, 1770–1793, poet și filozof
8. Hugues-Bernard Maret, duc de Bassano, 1803–1815, politician și diplomat
9. Joseph Lainé, 1816–1835, politician și magistrat
10. Emmanuel Dupaty, 1836–1851, poet și dramaturg
11. Alfred de Musset, 1852–1857, dramaturg și poet
12. Victor de Laprade, 1858–1883, poet
13. François Coppée, 1884–1908, poet și romancier
14. Jean Aicard, 1909–1921, poet și romancier
15. Camille Jullian, 1924–1933, istoric și filolog
16. Léon Bérard, 1934–1960, politician și avocat
17. Jean Guitton, 1961–1999, teolog și filozof
18. Florence Delay, alegere în 2000, scriitoare și actriță

## Fotoliul 11
1. Philippe Habert, 1634–1638, poet
2. Jacques Esprit, 1639–1678, politician
3. Jacques-Nicolas Colbert, 1678–1707, cleric
4. Claude-François Fraguier, 1707–1728, cleric
5. Charles d'Orléans de Rothelin, 1728–1744, cleric
6. Gabriel Girard, 1744–1748, cleric
7. Marc-Antoine-René de Voyer d'Argenson de Paulmy, 1748–1787, politician
8. Henri-Cardin-Jean-Baptiste d'Aguesseau, 1787–1826, politician
9. Charles Brifaut, 1826–1857, poet și dramaturg
10. Jules Sandeau, 1858–1883, romancier și dramaturg
11. Edmond François Valentin About, 1884–1885, romancier și dramaturg
12. Léon Say, 1886–1896, politician și economist
13. Albert Vandal, 1896–1910, istoric
14. Denys Cochin, 1911–1922, politician
15. Georges Goyau, 1922–1939, istoric
16. Paul Hazard, 1940–1944, istoric și filozof
17. Maurice Garçon, 1946–1967, avocat, romancier și istoric
18. Paul Morand, 1968–1976, diplomat, romancier, dramaturg și poet
19. Alain Peyrefitte, 1977–1999, autor și politician
20. Gabriel de Broglie, 2001–2025, istoric

## Fotoliul 12
1. Germain Habert, 1634–1654, cleric
2. Charles Cotin, 1655–1681, cleric
3. Louis de Courcillon, 1682–1723, cleric și politician
4. Charles Jean-Baptiste Fleuriau, comte de Morville, 1723–1732, politician
5. Jean Terrasson, 1732–1750, cleric și filozof
6. Claude de Thiard de Bissy, 1750–1810, militar
7. Joseph-Alphonse Esménard, 1810–1811, politician
8. Jean Charles Dominique de Lacretelle, 1811–1855, istoric
9. Jean-Baptiste Biot, 1856–1862, om de știință și matematician
10. Louis de Carné, 1863–1876, istoric și politician
11. Charles Blanc, 1876–1882, critic de artă
12. Édouard Pailleron, 1882–1899, poet și dramaturg
13. Paul Hervieu, 1900–1915, romancier și dramaturg
14. François, Vicomte de Curel, 1918–1928, dramaturg
15. Charles Le Goffic, 1930–1932, romancier și istoric
16. Abel Bonnard, 1932–1945, poet, romancier și politician; exclus pentru colaborarea cu Regimul de la Vichy
17. Jules Romains, 1946–1972, romancier, dramaturg și poet
18. Jean d'Ormesson, 1973–2017, romancier
19. Chantal Thomas, alegere în 2021, scriitor și istoric

## Fotoliul 13
1. Claude-Gaspard Bachet de Méziriac, 1634–1638, gramatician și matematician
2. François de La Mothe Le Vayer, 1639–1672, critic, gramatician și filozof
3. Jean Racine, 1672–1699, dramaturg, matematician, fizician și doctor
4. Jean-Baptiste-Henri de Valincour, 1699–1730, istoriograf și amiral
5. Jean-François Leriget de La Faye, 1730–1731, politician
6. Prosper Jolyot de Crébillon, 1731–1762, dramaturg
7. Claude-Henri de Fusée de Voisenon, 1762–1775, cleric, dramaturg și poet
8. Jean de Dieu-Raymond de Cucé de Boisgelin, 1776–1804, cleric
9. Jean-Baptiste Dureau de la Malle, 1804–1807, traducător
10. Louis-Benoît Picard, 1807–1828, comedian, poet, romancier și dramaturg
11. Antoine-Vincent Arnault, 1829–1834, poet, fabulist și dramaturg – vezi și Fotoliul 16
12. Eugène Scribe, 1834–1861, dramaturg
13. Octave Feuillet, 1862–1890, romancier și dramaturg
14. Pierre Loti, 1891–1923, romancier și militar
15. Paul-Albert Besnard, 1924–1934, pictor și gravor
16. Louis Gillet, 1935–1943, istoric de artă și literar
17. Paul Claudel, 1946–1955, poet, dramaturg, romancier și diplomat
18. Wladimir d'Ormesson, 1956–1973, diplomat și romancier
19. Maurice Schumann, 1974–1998, politician, eseist, jurnalist, romancier și istoric
20. Pierre Messmer, 1999–2007, militar și politician
21. Simone Veil, 2008–2017, avocată și politiciană
22. Maurizio Serra, alegere în 2020, scriitor și diplomat

## Fotoliul 14
1. François Maynard, 1634–1646, magistrat și poet
2. Pierre Corneille, 1647–1684, dramaturg și avocat
3. Thomas Corneille, 1684–1709, dramaturg
4. Antoine Houdar de la Motte, 1710–1731, dramaturg
5. Michel-Celse-Roger de Bussy-Rabutin, 1732–1736, cleric
6. Étienne Lauréault de Foncemagne, 1736–1779, cleric
7. Michel Paul Guy de Chabanon, 1779–1792, dramaturg
8. Jacques-André Naigeon, 1803–1810, enciclopedist
9. Népomucène Lemercier, 1810–1840, poet și dramaturg
10. Victor Hugo, 1841–1885, poet, dramaturg și romancier
11. Charles Leconte de Lisle, 1886–1894, poet și dramaturg
12. Henry Houssaye, 1894–1911, istoric și romancier
13. Hubert Lyautey, 1912–1934, militar
14. Louis Franchet d'Espèrey, 1934–1942, politician și militar
15. Robert d'Harcourt, 1946–1965, istoric literar și eseist
16. Jean Mistler, 1966–1988, romancier, eseist, istoric literar, critic de muzică și politician
17. Hélène Carrère d'Encausse, alegere în 1990, istorică

## Fotoliul 15
1. Guillaume Bautru, 1634–1665, politician
2. Jacques Testu de Belval, 1665–1706, cleric și poet
3. François-Joseph de Beaupoil de Sainte-Aulaire, 1706–1742, militar și poet
4. Jean-Jacques d'Ortous de Mairan, 1743–1771, fizician și matematician
5. François Arnaud, 1771–1784, cleric
6. Gui-Jean-Baptiste Target, 1785–1806, magistrat
7. Jean-Sifrein Maury, 1806 - exclus în 1816, cleric și politician; vezi Fotoliul 8
8. François-Xavier-Marc-Antoine de Montesquiou-Fézensac, 1816–1832, cleric și politician
9. Antoine Jay, 1832–1854, politician
10. Ustazade Silvestre de Sacy, 1854–1879, critic literar
11. Eugène Marin Labiche, 1880–1888, dramaturg și romancier
12. Henri Meilhac, 1888–1897, dramaturg
13. Henri Lavedan, 1898–1940, dramaturg și romancier
14. Ernest Seillière, 1946–1955, istoric literar și al filozofiei, eseist
15. André Chamson, 1956–1983, romancier, eseist și istoric
16. Fernand Braudel, 1984–1985, istoric al civilizațiilor
17. Jacques Laurent, 1986–2000, romancier, eseist și jurnalist
18. Frédéric Vitoux, alegere în 2001, scriitor și jurnalist

## Fotoliul 16
1. Jean Sirmond, 1634–1649, istoriograf
2. Jean de Montereul, 1649–1651, cleric
3. François Tallemant l'Aîné, 1651–1693, cleric
4. Simon de la Loubère, 1693–1729, diplomat și poet
5. Claude Sallier, 1729–1761, cleric și filolog
6. Jean-Gilles du Coëtlosquet, 1761–1784, cleric
7. Anne-Pierre, marquis de Montesquiou-Fézensac, 1784–1793, politician
8. Antoine-Vincent Arnault, 1803, exclus în 1816, reales în 1829 to Fotoliul 13, poet, fabulist și dramaturg
9. Armand-Emmanuel de Vignerot du Plessis, Duc de Richelieu, 1816–1822, politician
10. Bon-Joseph Dacier, 1822–1833, filolog
11. Pierre François Tissot, 1833–1854, poet și istoric
12. Félix Dupanloup, 1854–1878, cleric
13. Gaston Audiffret-Pasquier, 1878–1905, politician
14. Alexandre Ribot, 1906–1923, politician, avocat, magistrat și jurist
15. Henri-Robert, 1923–1936, avocat și istoric
16. Charles Maurras, 1938, neexclus, dar Fotoliul declarat vacant pentru colaboraționism cu Regimul de la Vichy în 1945, jurnalist, politician, eseist și poet
17. Antoine de Lévis Mirepoix, 1953–1981, romancier, istoric și eseist
18. Léopold Sédar Senghor, 1983–2001, șef de stat (Senegal), politician, poet și eseist
19. Valéry Giscard d'Estaing, 2003–2020, fost președinte al Franței

## Fotoliul 17
1. François de Cauvigny de Colomby, 1634–1649, poet
2. François Tristan l'Hermite, 1649–1655, dramaturg și poet
3. Hippolyte-Jules Pilet de La Mesnardière, 1655–1663, critic, poet și istoric
4. François de Beauvilliers, 1st duc de Saint-Aignan, 1663–1687, militar
5. François-Timoléon de Choisy, 1687–1724, cleric
6. Antoine Portail, 1724–1736, politician
7. Pierre-Claude Nivelle de La Chaussée, 1736–1754, dramaturg
8. Jean-Pierre de Bougainville, 1754–1763, istoric
9. Jean-François Marmontel, 1763–1793, filozof și eseist
10. Louis-Marcelin de Fontanes, 1803–1821, politician, poet și jurnalist
11. Abel-François Villemain, 1821–1870, politician și critic literar
12. Émile Littré, 1871–1881, filolog și filozof
13. Louis Pasteur, 1881–1895, chimist
14. Gaston Paris, 1896–1903, filolog și istoric literar
15. Frédéric Masson, 1903–1923, istoric
16. Georges Lecomte, 1924–1958, romancier, eseist, critic de artă și istoric
17. Jean Delay, 1959–1987, psihiatru, eseist și romancier
18. Jacques Cousteau, 1988–1997, oceanograf, cineast și eseist
19. Érik Orsenna, alegere în 1998, politician și romancier

## Fotoliul 18
1. Jean Baudoin, 1634–1650, traducător
2. François Charpentier, 1650–1702, romancier
3. Jean-François de Chamillart, 1702–1714, cleric
4. Claude Louis Hector de Villars, 1714–1734, politician și militar
5. Honoré Armand de Villars, 1734–1770, politician
6. Étienne Charles de Loménie de Brienne, 1770–1794, cleric, politician și filozof
7. Jean-Gérard Lacuée, count of Cessac, 1803–1841, politician
8. Alexis de Tocqueville, 1841–1859, politician
9. Jean-Baptiste Henri Lacordaire, 1860–1861, cleric
10. Albert, 4th duc de Broglie, 1862–1901, politician, diplomat și istoric
11. Charles-Jean-Melchior de Vogüé, 1901–1916, arheolog și istoric
12. Ferdinand Foch, 1918–1929, militar
13. Philippe Pétain, 1929–1945, militar (exclus din Academie după judecată; între 1945 și 1952 Fotoliul a fost vacant)
14. André François-Poncet, 1952–1978, politician și diplomat
15. Edgar Faure, 1978–1988, politician și istoric
16. Michel Serres, 1990–2019, filozof

## Fotoliul 19
1. François de Porchères d'Arbaud, 1634–1640, poet
2. Olivier Patru, 1640–1681, avocat
3. Nicolas Potier de Novion, 1681–1693, magistrat
4. Philippe Goibaud-Dubois, 1693–1694, traducător
5. Charles Boileau, 1694–1704, cleric
6. Gaspard Abeille, 1704–1718, cleric
7. Nicolas-Hubert de Mongault, 1718–1746, cleric
8. Charles Pinot Duclos, 1746–1772, gramatician și istoric
9. Nicolas Beauzée, 1772–1789, gramatician
10. Jean-Jacques Barthélemy, 1789–1795, cleric
11. Joseph Chénier, 1803–1811, poet și dramaturg
12. François-René de Chateaubriand, 1811–1848, politician, poet și romancier
13. Paul, 6th duc de Noailles, 1849–1885, istoric
14. Édouard Hervé, 1886–1899, politician
15. Paul Deschanel, 1899–1922, politician
16. Auguste Jonnart, 1923–1927, politician, înalt birocrat și diplomat
17. Maurice Paléologue, 1928–1944, diplomat și istoric
18. Charles de Chambrun, 1946–1952, diplomat
19. Fernand Gregh, 1953–1960, poet, critic și istoric literar
20. René Clair, 1960–1981, regizor și romancier
21. Pierre Moinot, 1982–2007, înalt birocrat și romancier
22. Jean-Loup Dabadie, 2008–2020, jurnalist, textier și scenarist

## Fotoliul 20
1. Paul Hay du Chastelet, 1634–1636, avocat
2. Nicolas Perrot d'Ablancourt, 1637–1664, traducător
3. Roger de Rabutin, Comte de Bussy, 1665–1693, romancier
4. Jean-Paul Bignon, 1693–1743, cleric
5. Armand-Jérôme Bignon, 1743–1772, politician
6. Louis-Georges de Bréquigny, 1772–1795, istoric
7. Ponce Denis Écouchard Lebrun, 1803–1807, poet
8. François Juste Marie Raynouard, 1807–1836, avocat, poet și dramaturg
9. François Mignet, 1836–1884, istoric
10. Victor Duruy, 1884–1894, politician și istoric
11. Jules Lemaître, 1895–1914, dramaturg și critic
12. Henry Bordeaux, 1919–1963, avocat și romancier
13. Thierry Maulnier, 1964–1988, jurnalist și dramaturg
14. José Cabanis, 1990–2000, magistrat și romancier
15. Angelo Rinaldi, alegere în 2001, scriitor

## Fotoliul 21
1. Marin le Roy de Gomberville, 1634–1674, romancier
2. Pierre Daniel Huet, 1674–1721, cleric
3. Jean Boivin le Cadet, 1721–1726, profesor
4. Paul-Hippolyte de Beauvilliers, duke of Saint-Aignan, 1726–1776, politician
5. Charles-Pierre Colardeau, 1776, poet și dramaturg
6. Jean-François de La Harpe, 1776–1793, poet, dramaturg și critic
7. Pierre Louis de Lacretelle, 1803–1824, avocat
8. Joseph Droz, 1824–1850, filozof și istoric
9. Charles Forbes René de Montalembert, 1851–1870, filozof
10. Henri d'Orleans, duke of Aumale, 1871–1897, militar, politician și istoric
11. Jean-Baptiste Claude Eugène Guillaume, 1898–1905, sculptor
12. Étienne Lamy, 1905–1919, eseist, politician și avocat
13. André Chevrillon, 1920–1957, eseist și istoric literar și critic
14. Marcel Achard, 1959–1974, dramaturg și jurnalist
15. Félicien Marceau, 1975–2012, dramaturg, romancier și eseist
16. Alain Finkielkraut, alegere în 2014, filozof și eseist

## Fotoliul 22
1. Antoine Girard de Saint-Amant, 1634–1661, poet
2. Jacques Cassagne, 1662–1679, cleric și poet
3. Louis de Verjus, 1679–1709, politician
4. Jean-Antoine de Mesmes, 1710–1723, magistrat
5. Pierre-Joseph Alary, 1723–1770, cleric
6. Gabriel-Henri Gaillard, 1771–1806, cleric, istoric, gramatician și jurnalist
7. Louis Philippe, comte de Ségur, 1806–1830, diplomat, istoric, poet și dramaturg
8. Jean-Pons-Guillaume Viennet, 1830–1868, politician, poet și dramaturg
9. Joseph d'Haussonville, 1869–1884, politician și diplomat
10. Ludovic Halévy, 1884–1908, dramaturg, libretist și romancier
11. Eugène Brieux, 1909–1932, dramaturg
12. François Mauriac, 1933–1970, scriitor, eseist și critic literar
13. Julien Green, 1971–1998, romancier și dramaturg
14. René de Obaldia, alegere în 1999, dramaturg și poet

## Fotoliul 23
1. Guillaume Colletet, 1634–1659, avocat și dramaturg
2. Gilles Boileau, 1659–1669, poet
3. Jean de Montigny, 1670–1671, cleric și poet
4. Charles Perrault, 1671–1703, poet
5. Armand Gaston Maximilien de Rohan, 1703–1749, cleric și politician
6. Louis-Gui de Guérapin de Vauréal, 1749–1760, cleric și politician
7. Charles Marie de La Condamine, 1760–1774, explorator
8. Jacques Delille, 1774–1813, cleric și poet
9. François-Nicolas-Vincent Campenon, 1813–1843, poet
10. Marc Girardin, 1844–1873, politician și critic literar
11. Alfred Mézières, 1874–1915, istoric literar, politician și eseist
12. René Boylesve, 1918–1926, romancier și poet
13. Abel Hermant, 1927–1945, romancier, eseist și jurnalist
14. Étienne Gilson, 1946–1978, filozof
15. Henri Gouhier, 1979–1994, filozof și critic literar
16. Pierre Rosenberg, alegere în 1995, istoric de artă și eseist

## Fotoliul 24
1. Jean de Silhon, 1634–1667, politician
2. Jean-Baptiste Colbert, 1667–1683, politician, ministru
3. Jean de La Fontaine, 1684–1695, poet, fabulist
4. Jules de Clérambault, 1695–1714, cleric
5. Guillaume Massieu, 1714–1722, cleric
6. Claude-François-Alexandre Houtteville, 1722–1742, cleric
7. Pierre de Marivaux, 1742–1763, dramaturg și romancier
8. Claude-François Lysarde de Radonvilliers, 1763–1789, cleric
9. Constantin-François Chassebœuf, 1803–1820, filozof
10. Claude-Emmanuel de Pastoret, 1820–1840, politician, avocat și poet
11. Louis de Beaupoil de Saint-Aulaire, 1841–1854, politician
12. Victor de Broglie, 1855–1870, politician
13. Prosper Duvergier de Hauranne, 1870–1881, politician
14. Sully Prudhomme, 1881–1907, poet și eseist
15. Henri Poincaré, 1908–1912, matematician, astronom, inginer și filozof
16. Alfred Capus, 1914–1922, dramaturg, jurnalist și eseist
17. Édouard Estaunié, 1923–1942, romancier și inginer
18. Louis-Pasteur Vallery-Radot, 1944–1970, doctor, biograf și editor
19. Étienne Wolff, 1971–1996, biolog
20. Jean-François Revel, 1997–2006, istoric și eseist
21. Max Gallo, 2007–2017, jurnalist și romancier
22. François Sureau, alegere în 2020, scriitor

## Fotoliul 25
1. Claude de L'Estoile, 1634–1652, dramaturg și poet
2. Armand de Camboust, duc de Coislin, 1652–1702, militar
3. Pierre de Camboust, duc de Coislin, 1702–1710, aristocrat
4. Henri Charles du Cambout de Coislin, 1710–1732, cleric
5. Jean-Baptiste Surian, 1733–1754, cleric
6. Jean Le Rond, dit d'Alembert, 1754–1783, filozof și matematician
7. Marie-Gabriel-Florent-Auguste de Choiseul-Gouffier, 1783–1793, biograf
8. Jean-Étienne-Marie Portalis, 1803–1807, politician, filozof și avocat
9. Pierre Laujon, 1807–1811, poet și compozitor
10. Charles-Guillaume Étienne, 1811–1816. Exclus; vezi și Fotoliul 32, poet și dramaturg
11. Marie-Gabriel-Florent-Auguste de Choiseul-Gouffier, (a doua oară), 1816–1817
12. Jean-Louis Laya, 1817–1833, poet și dramaturg
13. Charles Nodier, 1833–1844, romancier, poet și gramatician
14. Prosper Mérimée, 1844–1870, romancier
15. Louis de Loménie, 1871–1878, eseist
16. Hippolyte Taine, 1878–1893, eseist și istoric
17. Albert Sorel, 1894–1906, istoric
18. Maurice Donnay, 1907–1945, dramaturg
19. Marcel Pagnol, 1946–1974, dramaturg, cineast și romancier
20. Jean Bernard, 1976–2006, medic
21. Dominique Fernandez, alegere în 2007, romancier și critic literar

## Fotoliul 26
1. Amable de Bourzeys, 1634–1672, cleric și învățat
2. Jean Gallois, 1672–1707, cleric
3. Edme Mongin, 1707–1746, cleric
4. Jean Ignace de La Ville, 1746–1774, cleric și diplomat
5. Jean-Baptiste-Antoine Suard, 1774–1817, eseist
6. Jean-François Roger, 1817–1842, poet și dramaturg
7. Henri Patin, 1842–1876, profesor
8. Marie-Louis-Antoine-Gaston Boissier, 1876–1908, istoric și filolog
9. René Doumic, 1909–1937, istoric literar și critic, și eseist
10. André Maurois, 1938–1967, romancier, eseist, istoric literar și critic
11. Marcel Arland, 1968–1986, romancier, eseist, istoric literar și critic
12. Georges Duby, 1987–1996, istoric
13. Jean-Marie Rouart, alegere în 1997, romancier și eseist

## Fotoliul 27
1. Abel Servien, 1634–1659, politician
2. Jean-Jacques Renouard de Villayer, 1659–1691, politician
3. Bernard le Bovier de Fontenelle, 1691–1757, dramaturg și filozof
4. Antoine-Louis Séguier, 1757–1792, avocat
5. Jacques-Henri Bernardin de Saint-Pierre, 1803–1814, eseist
6. Étienne Aignan, 1814–1824, jurnalist și dramaturg
7. Alexandre Soumet, 1824–1845, poet și dramaturg
8. Ludovic Vitet, 1845–1873, arheolog
9. Elme Marie Caro, 1874–1887, filozof
10. Gabriel Paul Othenin de Cléron, comte d'Haussonville, 1888–1924, politician și avocat
11. Auguste-Armand de la Force, 1925–1961 istoric
12. Joseph Kessel, 1962–1979, jurnalist și romancier
13. Michel Droit, 1980–2001, romancier
14. Pierre Nora, alegere în 2001, istoric

## Fotoliul 28
1. Jean-Louis Guez de Balzac, 1634–1654, eseist
2. Paul Hardouin de Péréfixe de Beaumont, 1654–1670, cleric și istoric
3. François de Harlay de Champvallon, 1671–1695, cleric
4. André Dacier, 1695–1722, filolog și traducător
5. Guillaume Dubois, 1722–1723, cleric și politician
6. Charles-Jean-François Hénault, 1723–1770, magistrat
7. Charles Juste de Beauvau, 1771–1793, politician și militar
8. Philippe-Antoine Merlin de Douai, 1803–1815, politician și avocat; exclus prin ordonanță
9. Antoine-François-Claude Ferrand, 1816–1825, magistrat, poet, istoric și dramaturg
10. Casimir Delavigne, 1825–1843, poet și dramaturg
11. Charles Augustin Sainte-Beuve, 1844–1869, eseist și poet
12. Jules Janin, 1870–1874, romancier și critic
13. John Lemoinne, 1875–1892, diplomat și jurnalist
14. Ferdinand Brunetière, 1893–1906, critic literar, istoric al literaturii și eseist
15. Henri Barboux, 1907–1910, avocat
16. Henry Roujon, 1911–1914, înalt birocrat, eseist și romancier
17. Louis Barthou, 1918–1934, politician, magistrat, istoric și istoric al literaturii; asasinat
18. Claude Farrère, 1935–1957, romancier, eseist și istoric
19. Henri Troyat, 1959–2007, romancier, istoric al literaturii, istoric
20. Jean-Christophe Rufin, alegere în 2008, medic și romancier

## Fotoliul 29
1. Pierre Bardin, 1634–1635, filozof și matematician
2. Nicolas Bourbon, 1637–1644, cleric
3. François-Henri Salomon de Virelade, 1644–1670, avocat
4. Philippe Quinault, 1670–1688, poet și dramaturg
5. François de Callières, 1688–1717, filolog
6. André-Hercule de Fleury, 1717–1743, cleric și politician
7. Paul d'Albert de Luynes, 1743–1788, cleric
8. Jean-Pierre Claris de Florian, 1788–1794, dramaturg, romancier și poet
9. Jean-François Cailhava de L'Estandoux, 1803–1813, dramaturg, poet și critic
10. Joseph Michaud, 1813–1839, jurnalist și istoric
11. Jean Pierre Flourens, 1840–1867, medic și biolog
12. Claude Bernard, 1868–1878, doctor
13. Ernest Renan, 1878–1892, filozof
14. Paul-Armand Challemel-Lacour, 1893–1896, politician și diplomat
15. Gabriel Hanotaux, 1897–1944, politician, diplomat și istoric
16. André Siegfried, 1944–1959, istoric și geograf
17. Henry de Montherlant, 1960–1972, dramaturg, romancier și eseist
18. Claude Lévi-Strauss, 1973–2009, antropolog
19. Amin Maalouf, alegere în 2011, romancier

## Fotoliul 30
1. Honorat de Bueil, seigneur de Racan, 1634–1670, poet
2. François-Séraphin Régnier-Desmarais, 1670–1713, cleric și gramatician
3. Bernard de la Monnoye, 1713–1728, filolog și critic
4. Michel Poncet de La Rivière, 1728–1730, cleric
5. Jacques Hardion. 1730–1766, istoric
6. Antoine Léonard Thomas, 1766–1785, poet
7. Jacques Antoine Hippolyte, Comte de Guibert, 1785–1790, dramaturg
8. Jean Jacques Régis de Cambacérès, 1803- exclus prin ordonanță în 1816, politician; d. 1824
9. Louis Gabriel Ambroise de Bonald, 1816–1840, filozof și publicist
10. Jacques-François Ancelot, 1841–1854, poet, romancier și dramaturg
11. Ernest Legouvé, 1855–1903, poet, romancier, dramaturg și eseist
12. René Bazin, 1903–1932, romancier și eseist
13. Théodore Gosselin, 1932–1935, istoric cu pseudonimul G. Lenotre
14. Georges Duhamel, 1935–1966, doctor, eseist, romancier, poet și dramaturg
15. Maurice Druon, 1966–2009, politician și romancier
16. Danièle Sallenave, alegere în 2011, romancier și jurnalist

## Fotoliul 31
1. Pierre de Boissat, 1634–1662, militar
2. Antoine Furetière, 1662–1685, poet, fabulist și romancier; exclus dar neînlocuit, d. 1688
3. Jean de La Chapelle, 1688–1723, poet
4. Pierre-Joseph Thoulier d'Olivet, 1723–1768, cleric și gramatician
5. Étienne Bonnot de Condillac, 1768–1780, cleric și filozof
6. Louis-Élisabeth de La Vergne de Tressan, 1780–1783, poet și fizician
7. Jean Sylvain Bailly, 1783–1793 (ghilotinat), matematician
8. Emmanuel Joseph Sieyès, 1803–1816, cleric, eseist și diplomat; exclus prin ordonanță, d. 1836
9. Gérard de Lally-Tollendal, 1816–1830, politician
10. Jean-Baptiste Sanson de Pongerville, 1830–1870, poet
11. Xavier Marmier, 1870–1892, romancier și poet
12. Henri de Bornier, 1893–1901, dramaturg și poet
13. Edmond Rostand, 1901–1918, dramaturg și poet
14. Joseph Bédier, 1920–1938, filolog
15. Jérôme Tharaud, 1938–1953, romancier
16. Jean Cocteau, 1955–1963, dramaturg, poet, coregraf, cineast și pictor
17. Jacques Rueff, 1964–1978, economist și înalt birocrat
18. Jean Dutourd, 1978–2011, romancier
19. Michael Edwards, alegere în 2013, cercetător literar

## Fotoliul 32
1. Claude Favre de Vaugelas, 1634–1650, gramatician
2. Georges de Scudéry, 1650–1667, romancier, dramaturg și poet
3. Philippe de Courcillon, 1667–1720, militar, guvernator și diplomat
4. Armand de Vignerot du Plessis, 1720–1788, militar și politician
5. François-Henri d'Harcourt, 1788–1802, militar
6. Lucien Bonaparte, 1803–1816, politician (exclus prin ordonanță)
7. Louis-Simon Auger, 1816–1829, jurnalist și dramaturg
8. Charles-Guillaume Étienne, 1829–1845 (vezi și Fotoliul 25), poet și dramaturg
9. Alfred de Vigny, 1845–1863, poet
10. Camille Doucet, 1865–1895, poet și dramaturg
11. Charles Costa de Beauregard, 1896–1909, istoric și politician
12. Hippolyte Langlois, 1911–1912, militar
13. Émile Boutroux, 1912–1921, filozof și istoric al filozofiei
14. Pierre de Nolhac, 1922–1936, istoric, istoric de artă și poet
15. Georges-François-Xavier-Marie Grente, 1936–1959, cleric, istoric și eseist
16. Henri Massis, 1960–1970, eseist, critic literar și istoric literar
17. Georges Izard, 1971–1973, politician, avocat, jurnalist și eseist
18. Robert Aron, 1974–1975, istoric și eseist
19. Maurice Rheims, 1976–2003, romancier și istoric de artă
20. Alain Robbe-Grillet, 2004–2008, romancier și cineast
21. François Weyergans, 2009–2019, romancier și cineast
22. Pascal Ory, alegere în 2021, istoric

## Fotoliul 33
1. Vincent Voiture, 1634–1648, poet
2. François Eudes de Mézeray, 1648–1683, avocat
3. Jean Barbier d'Aucour, 1683–1694, avocat
4. François de Clermont-Tonnerre, 1694–1701, cleric
5. Nicolas de Malézieu, 1701–1727, institutor și poet
6. Jean Bouhier, 1727–1746, magistrat și arheolog
7. François-Marie Arouet dit Voltaire, 1746–1778, dramaturg, istoric, filozof și poet
8. Jean-François Ducis, 1778–1816, poet și dramaturg
9. Raymond Desèze, 1816–1828, avocat
10. Amable Guillaume Prosper Brugière, baron de Barante, 1828–1866, politician
11. Auguste Joseph Alphonse Gratry, 1867–1872, cleric și filozof
12. René Taillandier, 1873–1879, politician
13. Maxime Du Camp, 1880–1894, eseist și romancier
14. Paul Bourget, 1894–1935, romancier, poet și dramaturg
15. Edmond Jaloux, 1936–1949, romancier, critic literar și istoric literar
16. Jean-Louis Vaudoyer, 1950–1963, romancier, poet, eseist și istoric de artă
17. Marcel Brion, 1964–1984, romancier, istoric de artă și eseist
18. Michel Mohrt, 1985–2011, editor, eseist, romancier și istoric literar
19. Dominique Bona, alegere în 2013, romancieră

## Fotoliul 34
1. Honorat de Porchères Laugier, 1634–1653, poet
2. Paul Pellisson, 1653–1693, istoric
3. François de Salignac de La Mothe Fénelon, 1693–1715, cleric și eseist
4. Claude Gros de Boze, 1715–1753, erudit, numismat
5. Louis de Bourbon Condé de Clermont, 1753–1771, cleric
6. Pierre-Laurent Buirette de Belloy, 1771–1775, dramaturg și actor
7. Emmanuel-Félicité de Durfort de Duras, 1775–1789, politician și militar
8. Dominique Joseph Garat, 1803–1816, politician, avocat și filozof. (exclus prin ordonanță, a refuzat reprimirea în 1829, d. 1833)
9. Louis-François de Bausset, 1816–1824, cleric și politician
10. Hyacinthe-Louis de Quélen, 1824–1839, cleric
11. Louis-Mathieu Molé, 1840–1855, politician
12. Frédéric Alfred Pierre, comte de Falloux, 1856–1886, politician și istoric
13. Octave Gréard, 1886–1904, înalt birocrat, istoric literar și critic literar
14. Émile Gebhart, 1904–1908, istoric de artă, istoric literar și critic literar
15. Raymond Poincaré, 1909–1934, șef de stat, politician, avocat și eseist
16. Jacques Bainville, 1935–1936, istoric și jurnalist
17. Joseph de Pesquidoux, 1936–1946, romancier și eseist
18. Maurice Genevoix, 1946–1980, romancier
19. Jacques de Bourbon-Busset, 1981–2001, politician, eseist și romancier
20. François Cheng, alegere în 2002, poet, traducător și romancier

## Fotoliul 35
1. Henri Louis Habert de Montmor, 1634–1679, erudit, om de litere
2. Louis de Lavau, 1679–1694, cleric
3. François Lefebvre de Caumartin, 1694–1733, cleric
4. François-Augustin de Paradis de Moncrif, 1733–1770, poet, muzician și dramaturg
5. Jean-Armand de Bessuéjouls Roquelaure, 1771–1818, cleric
6. Georges Cuvier, 1818–1832, paleontolog
7. André Marie Jean Jacques Dupin, 1832–1865, politician și avocat
8. Alfred-Auguste Cuvillier-Fleury, 1866–1887, istoric și critic literar
9. Jules Arsène Arnaud Claretie, 1888–1913, romancier, dramaturg și critic
10. Joseph Joffre, 1918–1931, politician și militar
11. Maxime Weygand, 1931–1965, militar
12. Louis Leprince-Ringuet, 1966–2000, fizician, inginer, istoric al științei și eseist
13. Yves Pouliquen, 2001–2020, medic

## Fotoliul 36
1. Marin Cureau de la Chambre, 1634–1669, medic și filozof
2. Pierre Cureau de La Chambre, 1670–1693, cleric
3. Jean de La Bruyère, 1693–1696, eseist și moralist
4. Claude Fleury, 1696–1723, cleric
5. Jacques Adam, 1723–1735, filolog
6. Joseph Séguy, 1736–1761, cleric
7. Louis René Édouard, cardinal de Rohan, 1761–1793, cleric, politician, filozof și poet
8. Jean Devaines, 1803, birocrat
9. Évariste de Parny, 1803–1814, poet
10. Victor-Joseph Étienne de Jouy, 1815–1846, jurnalist, critic și dramaturg
11. Adolphe-Simonis Empis, 1847–1868, poet și dramaturg
12. Henri Auguste Barbier, 1869–1882, poet
13. Adolphe Perraud, 1882–1906, cleric
14. François-Désiré Mathieu, 1906–1908, cleric și istoric
15. Louis Duchesne, 1910–1922, cleric, istoric și filolog
16. Henri Brémond, 1923–1933, cleric, istoric literar și critic literar
17. André Bellessort, 1935–1942, eseist, critic literar, istoric și istoric literar
18. René Grousset, 1946–1952, istoric de artă
19. Pierre Gaxotte, 1953–1982, istoric și jurnalist
20. Jacques Soustelle, 1983–1990, americanist, etnolog, politician și eseist
21. Jean-François Deniau, 1990–2007, politician, eseist și romancier
22. Philippe Beaussant, 2007–2016, muzicolog și romancier
23. Barbara Cassin, alegere în 2018, filologă și filosoafă

## Fotoliul 37
1. Daniel Hay du Chastelet de Chambon, 1635–1671, cleric și matematician
2. Jacques-Bénigne Bossuet, 1671–1704, cleric și istoric
3. Melchior de Polignac, 1704–1741, cleric, politician, filolog și poet
4. Odet-Joseph Giry, 1741–1761, cleric
5. Charles Batteux, 1761–1780, cleric
6. Antoine-Marin Lemierre, 1780–1793, poet și dramaturg
7. Félix-Julien-Jean Bigot de Préameneu, 1803–1825, politician și avocat
8. Mathieu de Montmorency, 1825–1826, politician și diplomat
9. Alexandre Guiraud, 1826–1847, dramaturg, poet și romancier
10. Jean-Jacques Ampère, 1847–1864, istoric literar
11. Lucien-Anatole Prévost-Paradol, 1865–1870, critic literar
12. Camille Rousset, 1871–1892, istoric
13. Paul Thureau-Dangin, 1893–1913, istoric
14. Pierre de La Gorce, 1914–1934, istoric, magistrat și avocat
15. Maurice, 6th duc de Broglie, 1934–1960, ofițer naval și fizician
16. Eugène Tisserant, 1961–1972, cleric și filolog
17. Jean Daniélou, 1972–1974, cleric, teolog, istoric și eseist
18. Ambroise-Marie Carré, 1975–2004, cleric
19. René Girard, 2005–2015, filozof, critic literar
20. Michel Zink, alegere în 2017, medievist, filogog și romancier

## Fotoliul 38
1. Auger de Moléon de Granier, 1635–1636, cleric (presupus); exclus pentru furt; d. 1650
2. Balthazar Baro, 1636–1650, dramaturg și poet
3. Jean Doujat, 1650–1688, avocat
4. Eusèbe Renaudot, 1688–1720, cleric
5. Henri-Emmanuel de Roquette, 1720–1725, cleric
6. Pierre de Pardaillan de Gondrin, 1725–1733, cleric
7. Nicolas-François Dupré de Saint-Maur, 1733–1774, economist și statistician
8. Guillaume-Chrétien de Lamoignon de Malesherbes, 1775–1794 (ghilotinat), politician și magistrat
9. François Andrieux, 1803–1833, avocat, poet și dramaturg
10. Adolphe Thiers, 1833–1877, politician și istoric
11. Henri Martin, 1878–1883, istoric
12. Ferdinand de Lesseps, 1884–1894, diplomat
13. Anatole France, 1896–1924, romancier și poet
14. Paul Valéry, 1925–1945, poet, critic literar și eseist
15. Henri Mondor, 1946–1962, chirurg, medic, istoric al literaturii și științei
16. Louis Armand, 1963–1971, inginer minier, birocrat și economist
17. Jean-Jacques Gautier, 1972–1986, critic dramatic, romancier, jurnalist și eseist
18. Jean-Louis Curtis, 1986–1995, romancier și eseist
19. François Jacob, 1996–2013, biolog
20. Marc Lambron, alegere în 2014, critic literar și scriitor

## Fotoliul 39
1. Louis Giry, 1636–1665, avocat
2. Claude Boyer, 1666–1698, cleric, dramaturg și poet
3. Charles-Claude Genest, 1698–1719, cleric
4. Jean-Baptiste Dubos, 1720–1742, cleric și istoric
5. Jean-François Du Bellay du Resnel, 1742–1761, cleric
6. Bernard-Joseph Saurin, 1761–1781, avocat și poet
7. Jean-Antoine-Nicolas de Caritat, marquis de Condorcet, 1782–1794, filozof și matematician
8. Gabriel Villar, 1803–1826, cleric
9. Charles-Marie de Féletz, 1826–1850, cleric
10. Désiré Nisard, 1850–1888, eseist
11. Melchior de Vogüé, 1888–1910, eseist, istoric, critic literar și diplomat
12. Henri de Régnier, 1911–1936, poet, romancier și eseist
13. Jacques de Lacretelle, 1936–1985, romancier
14. Bertrand Poirot-Delpech, 1986–2006, jurnalist, eseist și romancier
15. Jean Clair, alegere în 2008, eseist și istoric de artă

## Fotoliul 40
1. Daniel de Priézac, 1639–1662, profesor de drept
2. Michel Le Clerc, 1662–1691, avocat
3. Jacques de Tourreil, 1692–1714, traducător
4. Jean-Roland Malet, 1714–1736, economist și valet regal
5. Jean-François Boyer, 1736–1755, cleric
6. Nicolas Thyrel de Boismont, 1755–1786, cleric
7. Claude-Carloman de Rulhière, 1787–1791, diplomat, poet și istoric
8. Pierre Jean George Cabanis, 1803–1808, medic și fiziolog
9. Destutt de Tracy, 1808–1836, filozof
10. François Guizot, 1836–1874, politician și istoric
11. Jean-Baptiste Dumas, 1875–1884, politician și chimist
12. Joseph Louis François Bertrand, 1884–1900, matematician, istoric al științei
13. Marcellin Berthelot, 1900–1907, politician, chimist, eseist, istoric al științei
14. Francis Charmes, 1908–1916, diplomat și jurnalist
15. Jules Cambon, 1918–1935, diplomat, avocat, birocrat
16. Marie-Jean-Lucien Lacaze, 1936–1955, amiral
17. Jacques Chastenet, 1956–1978, jurnalist, istoric și diplomat
18. Georges Dumézil, 1978–1986, filolog și istoric al civilizațiilor
19. Pierre-Jean Rémy, 1988–2010, diplomat, romancier și eseist
20. Xavier Darcos, alegere în 2013, politician și universitar